# آمازون تاج‌قرمز
آمازون تاج‌قرمز (نام علمی: Amazona viridigenalis) نام یک گونه از سرده طوطی آمازون است.